# Relazioni bilaterali tra Armenia e Pakistan
Le relazioni bilaterali tra Armenia e Pakistan sono carenti. Il Pakistan è uno dei paesi al mondo che non riconosce l'Armenia come stato. La causa principale della spaccatura diplomatica tra i due paesi è il conflitto del Nagorno-Karabakh.

## Storia

### Conflitto del Nagorno-Karabakh
Il Pakistan è stato il terzo paese, dopo la Turchia e la Romania, a riconoscere l'Azerbaigian e ha stretti rapporti con esso in relazione al conflitto nella regione del Nagorno-Karabakh. Il Pakistan aveva sostenuto l'Azerbaigian durante la prima guerra del Nagorno-Karabakh negli anni '90. Nel 2015, il Pakistan ha dichiarato che il riconoscimento dell'indipendenza dell'Armenia è subordinato all'estromissione di quest'ultima dal Karabakh. Nel 2020, il Pakistan ha sostenuto l'Azerbaigian nella guerra nell'Artsakh del 2020 e ha salutato con favore il successivo cessate il fuoco, che ha portato guadagni territoriali all'Azerbaigian.

### Altri aspetti
Alla fine del 2016, le relazioni armeno-pakistane si sono ulteriormente deteriorate e l'Armenia ha posto il veto all'offerta al Pakistan per lo status di osservatore nell'Assemblea parlamentare dell'Organizzazione del trattato di sicurezza collettiva (CSTO) guidata dalla Russia.
Nel 2019, dopo un'intervista alla rete televisiva indiana WION, il primo ministro Nikol Pashinyan ha dichiarato che l'Armenia sostiene l'India nel conflitto del Kashmir tra India e Pakistan.